# Bolfunctie
De bolfuncties, ook wel sferische harmonische functies genoemd, vormen een verzameling oplossingen van de laplacevergelijking als die wordt uitgedrukt in bolcoördinaten en wordt beperkt tot een bol met straal gelijk aan 1. De bolfuncties hangen dus nog af van twee hoeken, te vergelijken met de lengte- en breedteligging op het aardoppervlak. Ze vormen een orthogonaal stelsel functies, dat voor het eerst werd ingevoerd door Pierre-Simon Laplace in 1782.
Bolfuncties worden veel theoretische en praktische toepassingen gebruikt, zoals de elektronenconfiguratie van het waterstofatoom, vervormingen van bolvormige lichamen, trillingen in dergelijke lichamen en driedimensionale grafische computertoepassingen. De bolfuncties kunnen op diverse manieren gevisualiseerd worden, afhankelijk van de manier waarop ze gebruikt worden.

## Laplacevergelijking in bolcoördinaten
De bolfuncties zijn de oplossingen van het hoekgedeelte van de laplacevergelijking in bolcoördinaten:
{\displaystyle {\frac {1}{\sin \theta }}\ {\frac {\partial }{\partial \theta }}\ \left[\sin \theta \ {\frac {\partial }{\partial \theta }}Y(\theta ,\varphi )\right]+{\frac {1}{\sin ^{2}\theta }}\ {\frac {\partial ^{2}}{\partial \varphi ^{2}}}Y(\theta ,\varphi )=-\ell \ (\ell +1)Y(\theta ,\varphi )}
waarbij de parameter {\displaystyle \ell } een natuurlijk getal is. De hoek {\displaystyle \theta } wordt gemeten, vanaf de noordpool van de bol, en zo over een meridiaanboog tot aan de zuidpool, waar de hoek {\displaystyle \pi } is. Ter hoogte van de evenaar van de bol is deze hoek {\displaystyle \pi /2}. Deze keuze is gebruikelijk in de natuurkunde, maar wijkt af van wat doorgaans in de wiskunde wordt gekozen. De hoek {\displaystyle \varphi } wordt gemeten langs de evenaar van de bol, vanaf de {\displaystyle x}-as in de richting van de {\displaystyle y}-as tot het punt waar de grote cirkel de evenaar snijdt. Deze hoek varieert dus tussen 0 en {\displaystyle 2\pi }. Concreet wordt de transformatie van cartesiaanse coördinaten naar bolcoördinaten dus:
{\displaystyle {\begin{cases}x=r\sin \theta \cos \varphi \\y=r\sin \theta \sin \varphi \\z=r\cos \theta \end{cases}}}
Voor oplossingen van de differentiaalvergelijking van de vorm
{\displaystyle Y(\theta ,\varphi )=\Theta (\theta )\cdot \Phi (\varphi )}
kunnen de variabelen worden gescheiden. Substitutie levert:
{\displaystyle \left[\ {\frac {\sin \theta }{\Theta (\theta )}}{\frac {\partial }{\partial \theta }}\ \left[\sin \theta \ {\frac {\partial }{\partial \theta }}\Theta (\theta )\right]+\ell \ (\ell +1)\ \sin ^{2}\theta \right]+{\frac {1}{\Phi (\varphi )}}\ {\frac {\partial ^{2}}{\partial \varphi ^{2}}}\Phi (\varphi )=0},
zodat de differentiaalvergelijking opgesplitst wordt in twee afzonderlijke:
{\displaystyle {\frac {\sin \theta }{\Theta (\theta )}}{\frac {\partial }{\partial \theta }}\ \left[\sin \theta \ {\frac {\partial }{\partial \theta }}\Theta (\theta )\right]+\ell \ (\ell +1)\ \sin ^{2}\theta =m^{2}}
en
{\displaystyle {\frac {1}{\Phi (\varphi )}}\ {\frac {\mathrm {d} ^{2}\Phi (\varphi )}{\mathrm {d} \varphi ^{2}}}=-m^{2}}, of {\displaystyle {\frac {\mathrm {d} ^{2}\Phi (\varphi )}{\mathrm {d} \varphi ^{2}}}=-m^{2}\Phi (\varphi )}
De laatste vergelijking is een lineaire differentiaalvergelijking met constante coëfficiënten van tweede orde en heeft een algemene oplossing van de vorm:
{\displaystyle \Phi (\varphi )=C_{1}\ e^{-im\varphi }+C_{2}\ e^{+im\varphi }}
Omdat {\displaystyle \Phi } een periodieke functie moet zijn, volgt dat de constante {\displaystyle m} een geheel getal is.
De oplossingen van de eerste vergelijking staan bekend als de geassocieerde legendrepolynomen, die in deze toepassing de variabele {\displaystyle \cos(\theta )} als onbekende hebben:
{\displaystyle \Theta (\theta )=P_{\ell }^{m}(\cos \theta )}
De parameter {\displaystyle m} neemt gehele waarden aan die kleiner of gelijk zijn aan de absolute waarde van de andere parameter {\displaystyle \ell }:
{\displaystyle m=-\ell \ -(\ell -1),\ldots ,0,\ldots ,(\ell -1),\ \ell }

## Bolfuncties

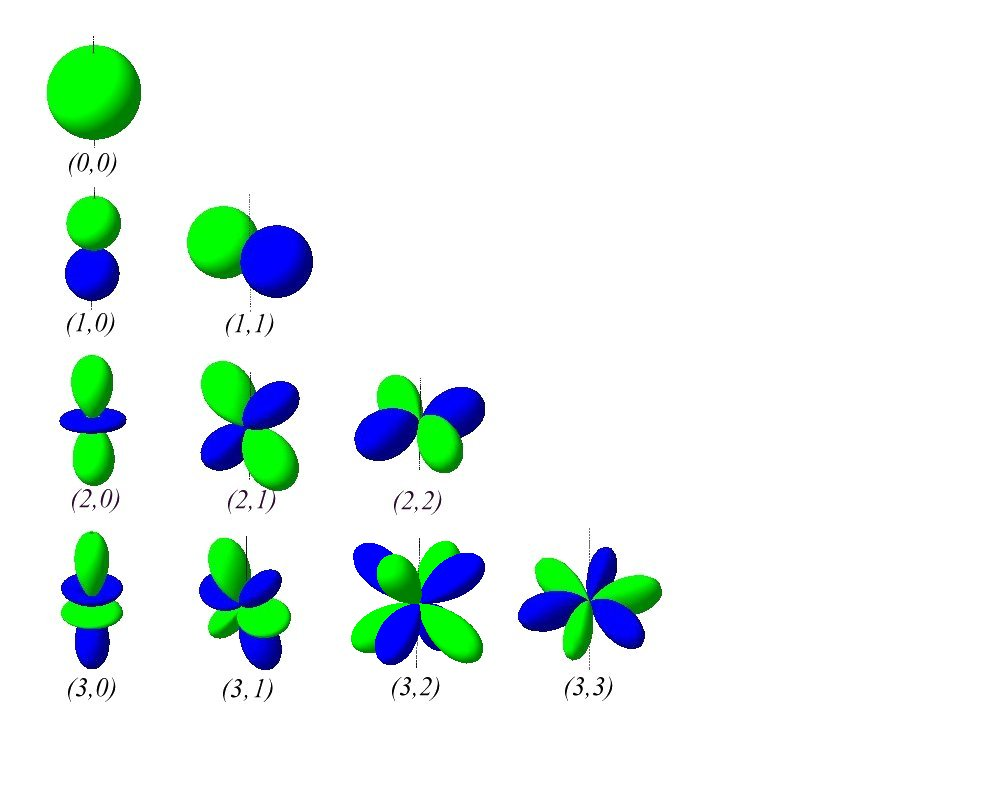
Voorstelling van het reële deel van de bolfuncties voor parameterwaarden tot en met.

De bolfuncties zijn dus de producten van de twee bovenstaande aparte oplossingen:
{\displaystyle Y_{\ell }^{m}(\theta ,\varphi )={\sqrt {{\frac {2\ell +1}{4\pi }}\ {\frac {(\ell -m)!}{(\ell +m)!}}}}\ P_{\ell }^{m}(\cos \theta )\ e^{jm\varphi }}
De factor met de vierkantswortel is een geschikte normalisatiefactor zodat deze functies een orthonormaal stelsel vormen voor het inproduct:
{\displaystyle \langle Y_{\ell }^{m}(\theta ,\varphi )\mid Y_{k}^{n}(\theta ,\varphi )\rangle =\int _{\varphi =0}^{2\pi }\int _{\theta =0}^{\pi }Y_{\ell }^{m}(\theta ,\varphi )^{*}\ Y_{k}^{n}(\theta ,\varphi )\ \sin \theta \ \mathrm {d} \theta \ \mathrm {d} \varphi }
Aangezien de functies orthogonaal zijn, kan met de kroneckerdelta geschreven worden:
{\displaystyle \langle Y_{\ell }^{m}(\theta ,\varphi )\mid Y_{k}^{n}(\theta ,\varphi )\rangle =\delta _{m,n}\ \delta _{\ell ,k}}
In dit inproduct staat het sterretje bij de tweede functie voor het complex toegevoegde. Deze normalisatie wordt gebruikt in de natuurkunde. In andere disciplines, zoals in de kwantumchemie, kunnen licht aangepaste vormen gebruikt worden. In elk geval geldt voor twee bolfuncties met zelfde parameter {\displaystyle \ell } maar tegengestelde parameter {\displaystyle m}:
{\displaystyle Y_{\ell }^{m}(\theta ,\varphi )=(-1)^{m}\ Y_{\ell }^{-m}(\theta ,\varphi )^{*}}
Door deze relatie te gebruiken kan men de reële vorm van de bolfuncties definiëren:
{\displaystyle Y_{\ell m}={\begin{cases}{1 \over {\sqrt {2}}}\left(Y_{\ell }^{m}+(-1)^{m}\ Y_{\ell }^{-m}\right)={\sqrt {2}}N_{(\ell ,m)}P_{\ell }^{m}(\cos \theta )\cos m\varphi &{\mbox{als }}m>0\\Y_{\ell }^{0}&{\mbox{als }}m=0\\{1 \over i{\sqrt {2}}}\left(Y_{\ell }^{-m}-(-1)^{m}\ Y_{\ell }^{m}\right)={\sqrt {2}}N_{(\ell ,m)}P_{\ell }^{-m}(\cos \theta )\sin m\varphi &{\mbox{als }}m<0\end{cases}}}
De figuur rechts toont het reële deel van de bolfuncties voor {\displaystyle \ell =0,1,2,3} en telkens {\displaystyle m=0,\ldots ,\ell }. De verticale as is de {\displaystyle z}-as. Zoals gezegd loopt de hoek {\displaystyle \theta } van 0 tot {\displaystyle \pi }, startend vanaf de positieve {\displaystyle z}-as. Voor sommige waarden van deze hoek is de bolfunctie nul, ongeacht de waarde van de andere hoek {\displaystyle \varphi }. Het aantal van dergelijke hoeken {\displaystyle \theta } is gelijk aan {\displaystyle \ell -m}. Er zijn ook hoeken {\displaystyle \varphi } waarvoor de bolfunctie nul is, ongeacht de waarde van de hoek {\displaystyle \theta }. Dit aantal is gelijk aan {\displaystyle 2|m|}.

## Lijst van bolfuncties
Er volgt hieronder een lijst van sferische harmonieken, een overzicht van de bolfuncties, horend bij nevenkwantumgetal {\displaystyle \ell =0} tot en met {\displaystyle \ell =3}

### Bolfuncties metℓ= 0
{\displaystyle Y_{0}^{0}(\theta ,\varphi )={\tfrac {1}{2}}{\sqrt {1 \over \pi }}}

### Bolfuncties metℓ= 1
{\displaystyle Y_{1}^{-1}(\theta ,\varphi )={\tfrac {1}{2}}{\sqrt {3 \over 2\pi }}\cdot e^{-i\varphi }\cdot \sin \theta ={\tfrac {1}{2}}{\sqrt {3 \over 2\pi }}\cdot {(x-iy) \over r}}
{\displaystyle Y_{1}^{0}(\theta ,\varphi )={\tfrac {1}{2}}{\sqrt {3 \over \pi }}\cdot \cos \theta ={\tfrac {1}{2}}{\sqrt {3 \over \pi }}\cdot {z \over r}}
{\displaystyle Y_{1}^{1}(\theta ,\varphi )=-{\tfrac {1}{2}}{\sqrt {3 \over 2\pi }}\cdot e^{i\varphi }\cdot \sin \theta =-{\tfrac {1}{2}}{\sqrt {3 \over 2\pi }}\cdot {(x+iy) \over r}}

### Bolfuncties metℓ= 2
{\displaystyle Y_{2}^{-2}(\theta ,\varphi )={\tfrac {1}{4}}{\sqrt {15 \over 2\pi }}\cdot e^{-2i\varphi }\cdot \sin ^{2}\theta ={\tfrac {1}{4}}{\sqrt {15 \over 2\pi }}\cdot {(x-iy)^{2} \over r^{2}}}
{\displaystyle Y_{2}^{-1}(\theta ,\varphi )={\tfrac {1}{2}}{\sqrt {15 \over 2\pi }}\cdot e^{-i\varphi }\cdot \sin \theta \cdot \cos \theta ={\tfrac {1}{2}}{\sqrt {15 \over 2\pi }}\cdot {(x-iy)z \over r^{2}}}
{\displaystyle Y_{2}^{0}(\theta ,\varphi )={\tfrac {1}{4}}{\sqrt {5 \over \pi }}\cdot (3\cos ^{2}\theta -1)={\tfrac {1}{4}}{\sqrt {5 \over \pi }}\cdot {(2z^{2}-x^{2}-y^{2}) \over r^{2}}}
{\displaystyle Y_{2}^{1}(\theta ,\varphi )=-{\tfrac {1}{2}}{\sqrt {15 \over 2\pi }}\cdot e^{i\varphi }\cdot \sin \theta \cdot \cos \theta =-{\tfrac {1}{2}}{\sqrt {15 \over 2\pi }}\cdot {(x+iy)z \over r^{2}}}
{\displaystyle Y_{2}^{2}(\theta ,\varphi )={\tfrac {1}{4}}{\sqrt {15 \over 2\pi }}\cdot e^{2i\varphi }\cdot \sin ^{2}\theta ={\tfrac {1}{4}}{\sqrt {15 \over 2\pi }}\cdot {(x+iy)^{2} \over r^{2}}}

### Bolfuncties metℓ= 3
{\displaystyle Y_{3}^{-3}(\theta ,\varphi )={\tfrac {1}{8}}{\sqrt {35 \over \pi }}\cdot e^{-3i\varphi }\cdot \sin ^{3}\theta \quad ={\tfrac {1}{8}}{\sqrt {35 \over \pi }}\cdot {(x-iy)^{3} \over r^{3}}}
{\displaystyle Y_{3}^{-2}(\theta ,\varphi )={\tfrac {1}{4}}{\sqrt {105 \over 2\pi }}\cdot e^{-2i\varphi }\cdot \sin ^{2}\theta \cdot \cos \theta \quad ={\tfrac {1}{4}}{\sqrt {105 \over 2\pi }}\cdot {(x-iy)^{2}z \over r^{3}}}
{\displaystyle Y_{3}^{-1}(\theta ,\varphi )={\tfrac {1}{8}}{\sqrt {21 \over \pi }}\cdot e^{-i\varphi }\cdot \sin \theta \cdot (5\cos ^{2}\theta -1)\quad ={\tfrac {1}{8}}{\sqrt {21 \over \pi }}\cdot {(x-iy)(4z^{2}-x^{2}-y^{2}) \over r^{3}}}
{\displaystyle Y_{3}^{0}(\theta ,\varphi )={\tfrac {1}{4}}{\sqrt {7 \over \pi }}\cdot (5\cos ^{3}\theta -3\cos \theta )\quad ={\tfrac {1}{4}}{\sqrt {7 \over \pi }}\cdot {z(2z^{2}-3x^{2}-3y^{2}) \over r^{3}}}
{\displaystyle Y_{3}^{1}(\theta ,\varphi )=-{\tfrac {1}{8}}{\sqrt {21 \over \pi }}\cdot e^{i\varphi }\cdot \sin \theta \cdot (5\cos ^{2}\theta -1)\quad =-{\tfrac {1}{8}}{\sqrt {21 \over \pi }}\cdot {(x+iy)(4z^{2}-x^{2}-y^{2}) \over r^{3}}}
{\displaystyle Y_{3}^{2}(\theta ,\varphi )={\tfrac {1}{4}}{\sqrt {105 \over 2\pi }}\cdot e^{2i\varphi }\cdot \sin ^{2}\theta \cdot \cos \theta \quad ={\tfrac {1}{4}}{\sqrt {105 \over 2\pi }}\cdot {(x+iy)^{2}z \over r^{3}}}
{\displaystyle Y_{3}^{3}(\theta ,\varphi )=-{\tfrac {1}{8}}{\sqrt {35 \over \pi }}\cdot e^{3i\varphi }\cdot \sin ^{3}\theta \quad =-{\tfrac {1}{8}}{\sqrt {35 \over \pi }}\cdot {(x+iy)^{3} \over r^{3}}}

## Gebruik als orthonormale basis

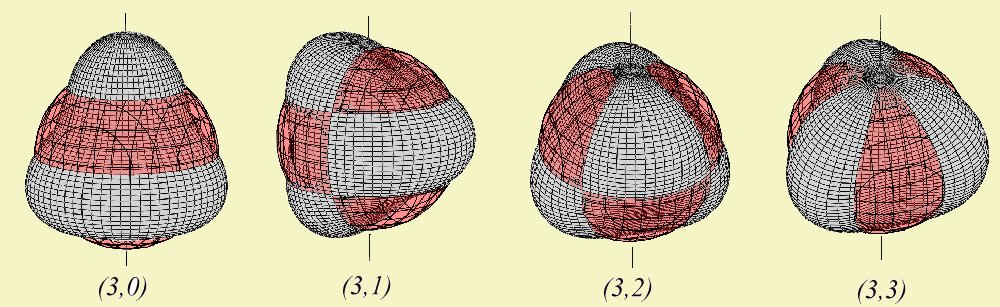
De bolfuncties (3,0) tot en met (3,3) als superpositie op een bol met straal gelijk aan 1.
binnen de eenheidsbol
buiten de eenheidsbol

Omdat de bolfuncties een orthonormale (d.w.z. onderling loodrecht en alle met norm gelijk aan 1) basis van functies op de eenheidsbol vormen, kunnen ze gebruikt worden om andere, meer complexere functies op de eenheidsbol te schrijven als een lineaire combinatie van bolfuncties. Dit principe is in feite hetzelfde als wat er gebeurt bij een fourierreeks, waarbij een periodieke functie wordt ontbonden als een lineaire combinatie van eenvoudige sinussen en cosinussen die een geheel aantal keren in het periode-interval van de functie passen. Voor een functie {\displaystyle f} die afhangt van de twee gebruikte hoeken, schrijft men:
{\displaystyle F(\theta ,\varphi )=\sum _{\ell =0}^{\infty }\sum _{m=-\ell }^{\ell }f_{\ell }^{m}\ Y_{\ell }^{m}(\theta ,\varphi )}
waarbij de coëfficiënten {\displaystyle f_{\ell }^{m}} berekend worden door middel van:
{\displaystyle f_{\ell }^{m}=\int _{0}^{2\pi }\ \int _{0}^{\pi }\ f(\theta ,\varphi )Y_{\ell }^{m*}(\theta ,\varphi )\sin \theta \ \mathrm {d} \theta \ \mathrm {d} \varphi }
Nevenstaande figuur toont de afwijkingen van enkele bolfuncties tegenover een sfeer met straal een. In elk van de gevallen werd telkens een bolfunctie vermenigvuldigd met 0,5, en dan bijgeteld bij een bol met straal 1. Het gaat hier meer bepaald over de bolfunctie gekenmerkt door {\displaystyle \ell =3} en {\displaystyle m=0\ldots 3}. De grijze delen puilen uit de bol, die transparant in het rood is getekend. In de rode gebieden bevindt de bolfunctie zich dus binnen de eenheidsbol. De getekende as is de {\displaystyle z}-as.
De bolfuncties vallen samen met de bol in een aantal breedtecirkels (constante hoek {\displaystyle \theta }), en in een aantal verticale meridianen. Dit is het geval indien de bolfunctie nul is. De specifieke hoeken waar dit gebeurt werden reeds vermeld en komen hier terug voor:
- Het aantal breedtecirkels waar de bolfunctie gelijk is aan 0, is gelijk aan {\displaystyle \ell -m}. Dit is gemakkelijk te zien in de vier figuren.
- Het aantal halve meridiaancirkels waar de bolfunctie gelijk is aan 0, is gelijk aan {\displaystyle 2|m|}. Zo zal bij een omwenteling rond de meest rechter bolfunctie zes keer van een positief naar een negatief gebied worden omgeschakeld, indien men één ronde aflegt op een cirkel op constante hoogte {\displaystyle z}.

Complexe vervormingen van een lichaam dat in eerste instantie een perfecte bolvorm zou moeten hebben, kunnen dan ontbonden worden als een lineaire combinatie van bolfuncties. Dit kan zowel gedaan worden om een vaste vervorming te beschrijven als om periodieke vervormingen zoals grootschalige trillingen van het oppervlak van de zon of van pulserende sterren wiskundig te modelleren en te bestuderen.

## Golffunctie van het waterstofatoom
De golffunctie van het waterstofatoom in bolcoördinaten is gegeven als:
{\displaystyle \psi _{n\ell m}(r,\theta ,\varphi )={\sqrt {{\left({\frac {2}{na_{0}}}\right)}^{3}{\frac {(n-\ell -1)!}{2n[(n+\ell )!]^{3}}}}}e^{-\rho /2}\rho ^{\ell }L_{n-\ell -1}^{2\ell +1}(\rho )\cdot Y_{\ell }^{m}(\theta ,\varphi )}
Met:
- {\displaystyle \rho ={\frac {2r}{na_{0}}}}
- {\displaystyle a_{0}} is de bohrstraal
- {\displaystyle L_{n-\ell -1}^{2\ell +1}(\rho )} zijn de gegenerasliseerde laguerre-polynoomen van graad {\displaystyle n-\ell -1}
- {\displaystyle Y_{\ell }^{m}(\theta ,\varphi )} zijn de bolfuncties van graad {\displaystyle \ell } en orde {\displaystyle m}

De golffunctie bestaat dus uit een gedeelte dat enkel van de afstand {\displaystyle r} afhangt, en een gedeelte dat enkel van de twee hoeken afhangt. Dit tweede deel, de bolfuncties, bepaalt de vorm van de golffunctie.

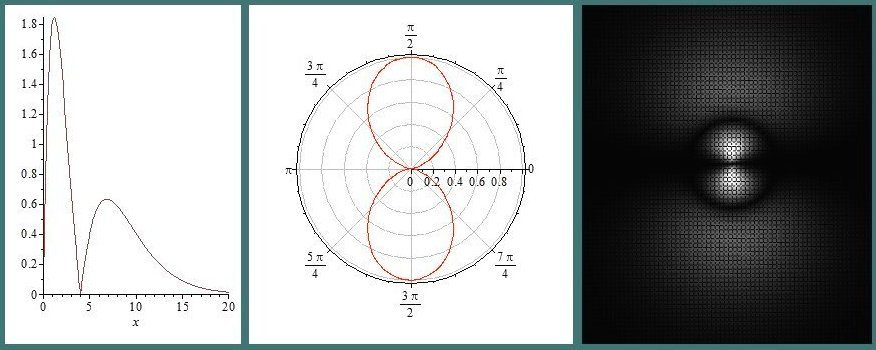
Voorstelling van de golffunctie van het waterstofatoom met kwantumgetallen en. Links het radiaal deel van de golffunctie, in het midden het hoekgedeelte geprojecteerd in het xy-vlak, en rechts de combinatie van beide: de waarschijnlijkheidswolk.

Bovenstaand voorbeeld toont de 3p-toestand, gekenmerkt door de kwantumgetallen {\displaystyle n=3,\ell =1} en {\displaystyle m=1}. Het radiale gedeelte van de golffunctie (links in de figuur) bestaat uit het product van een gegeneraliseerde laguerre-polynoom, een macht en een dalende exponentieel. Het hoekgedeelte wordt beschreven door een bolfunctie (midden). De combinatie geeft een beeld van golffunctie (rechts). Het kwadraat van de amplitude van de golffunctie wordt vertolkt door de grijstint in de figuur rechts. Het radiale gedeelte van de golffunctie geeft aan hoe de waarschijnlijkheid om een elektron op een bepaalde plaats te vinden, varieert in functie van de afstand tot de atoomkern. Die waarschijnlijkheid wordt ook nog vermenigvuldigd met een factor bepaald door de bolfunctie. Indien de bolfunctie in een bepaalde richting nul is, is de waarschijnlijkheid in die richting dat ook.
Zo ontstaat een driedimensionale wolk, waarvan de figuur rechts een zicht geeft dat loodrecht staat op het vlak waarin de middelste figuur getekend is. De bolfunctie heeft in die figuur een straal gelijk aan nul in de horizontale richting. Daarom is kansdichtheid in de rechter figuur eveneens nul in beide horizontale richtingen. De bolfunctie is echter maximaal in de verticale richting van de middelste figuur, dus geldt hetzelfde ook voor de intensiteit in verticale richting in de rechter figuur.

## Reële bolfuncties en hun fysische betekenis
De bolfuncties bevatten in alle gevallen imaginaire delen, die in de werkelijkheid geen fysische betekenis bezitten. Daarom kunnen er door het maken van lineaire combinaties van deze imaginaire oplossingen reële bolfuncties worden gevonden, die ieder bij een gegeven nevenkwantumgetal horen.

### s-orbitaal
Voor {\displaystyle \ell =0} is het maken van een lineaire combinatie niet nodig, omdat deze oplossing geen imaginair deel bevat. De bolfunctie is dus gelijk aan zijn reële equivalent:
{\displaystyle s=Y_{0}^{0}={\tfrac {1}{2}}{\sqrt {\frac {1}{\pi }}}}
Men duidt deze oplossing aan met de letter {\displaystyle s}. De {\displaystyle s} is de eerste letter van sharp, verwijzend naar het kenmerk van de bijhorende spectraallijn. Enkel het kwadraat van deze functie bezit een fysische betekenis en geeft een waarschijnlijkheidsverdeling weer voor een elektron in een {\displaystyle s}-orbitaal:
|                                                   |                                                                                               |
| Driedimensionale voorstelling van een s-orbitaal. | Radiale functie van de eerste reële bolfunctie. Hierbij is a0 de bohrstraal, 53 pm of 0,53 Å. |

### p-orbitalen
Voor {\displaystyle \ell =1} worden drie bolfuncties gevonden, die wel imaginaire gedeelten bevatten. Zij kunnen worden omgezet in reële bolfuncties door het maken van lineaire combinaties, met telkens een normalisatiefactor ervoor:
{\displaystyle {\begin{aligned}p_{x}&={\sqrt {\tfrac {1}{2}}}\left(Y_{1}^{-1}-Y_{1}^{1}\right)={\sqrt {\frac {3}{4\pi }}}\cdot {\frac {x}{r}}\\p_{y}&=i{\sqrt {\tfrac {1}{2}}}\left(Y_{1}^{-1}+Y_{1}^{1}\right)={\sqrt {\frac {3}{4\pi }}}\cdot {\frac {y}{r}}\\p_{z}&=Y_{1}^{0}={\sqrt {\frac {3}{4\pi }}}\cdot {\frac {z}{r}}\end{aligned}}}
Zij krijgen een lettercode {\displaystyle p}, de eerste letter van principal, opnieuw een kenmerk van de bijhorende spectraallijnen. In de scheikunde zijn dit de golffuncties horend bij de drie {\displaystyle p}-orbitalen. Deze zijn orthogonaal ten opzichte van elkaar gepositioneerd in de ruimte en bezitten elk een nodaal vlak, een vlak waarin de waarschijnlijkheid om een elektron aan te treffen gelijk is aan nul.
|             |             |             |
| px-orbitaal | py-orbitaal | pz-orbitaal |

### d-orbitalen
Voor de bolfuncties met {\displaystyle \ell =2} geldt:
{\displaystyle d_{z^{2}}=Y_{2}^{0}={\tfrac {1}{4}}{\sqrt {\frac {5}{\pi }}}\cdot {\frac {-x^{2}-y^{2}+2z^{2}}{r^{2}}}}
{\displaystyle d_{yz}=i{\sqrt {\tfrac {1}{2}}}\left(Y_{2}^{-1}+Y_{2}^{1}\right)={\tfrac {1}{2}}{\sqrt {\frac {15}{\pi }}}\cdot {\frac {yz}{r^{2}}}}
{\displaystyle d_{xz}={\sqrt {\tfrac {1}{2}}}\left(Y_{2}^{-1}-Y_{2}^{1}\right)={\tfrac {1}{2}}{\sqrt {\frac {15}{\pi }}}\cdot {\frac {zx}{r^{2}}}}
{\displaystyle d_{xy}=i{\sqrt {\tfrac {1}{2}}}\left(Y_{2}^{-2}-Y_{2}^{2}\right)={\tfrac {1}{2}}{\sqrt {\frac {15}{\pi }}}\cdot {\frac {xy}{r^{2}}}}
{\displaystyle d_{x^{2}-y^{2}}={\sqrt {\tfrac {1}{2}}}\left(Y_{2}^{-2}+Y_{2}^{2}\right)={\tfrac {1}{4}}{\sqrt {\frac {15}{\pi }}}\cdot {\frac {x^{2}-y^{2}}{r^{2}}}}
In de scheikunde stellen dit de vijf {\displaystyle d}-orbitalen voor. Het kwadraat van deze golffuncties levert opnieuw een waarschijnlijkheidsverdeling op.
|              |                 |              |              |              |
| dz²-orbitaal | dx²-y²-orbitaal | dxy-orbitaal | dxz-orbitaal | dyz-orbitaal |

### f-orbitalen
Voor de bolfuncties met {\displaystyle \ell =3} geldt:
{\displaystyle f_{z^{3}}=Y_{3}^{0}={\tfrac {1}{4}}{\sqrt {\frac {7}{\pi }}}\cdot {\frac {z(2z^{2}-3x^{2}-3y^{2})}{r^{3}}}}
{\displaystyle f_{y(3x^{2}-y^{2})}=i{\sqrt {\tfrac {1}{2}}}\left(Y_{3}^{-3}+Y_{3}^{3}\right)={\tfrac {1}{4}}{\sqrt {\frac {35}{2\pi }}}\cdot {\frac {\left(3x^{2}-y^{2}\right)y}{r^{3}}}}
{\displaystyle f_{x(x^{2}-3y^{2})}={\sqrt {\tfrac {1}{2}}}\left(Y_{3}^{-3}-Y_{3}^{3}\right)={\tfrac {1}{4}}{\sqrt {\frac {35}{2\pi }}}\cdot {\frac {\left(x^{2}-3y^{2}\right)x}{r^{3}}}}
{\displaystyle f_{z(x^{2}-y^{2})}={\sqrt {\tfrac {1}{2}}}\left(Y_{3}^{-2}+Y_{3}^{2}\right)={\tfrac {1}{4}}{\sqrt {\frac {105}{\pi }}}\cdot {\frac {\left(x^{2}-y^{2}\right)z}{r^{3}}}}
{\displaystyle f_{xyz}=i{\sqrt {\tfrac {1}{2}}}\left(Y_{3}^{-2}-Y_{3}^{2}\right)={\tfrac {1}{2}}{\sqrt {\frac {105}{\pi }}}\cdot {\frac {xyz}{r^{3}}}}
{\displaystyle f_{yz^{2}}=i{\sqrt {\tfrac {1}{2}}}\left(Y_{3}^{-1}+Y_{3}^{1}\right)={\tfrac {1}{4}}{\sqrt {\frac {21}{2\pi }}}\cdot {\frac {y(4z^{2}-x^{2}-y^{2})}{r^{3}}}}
{\displaystyle f_{xz^{2}}={\sqrt {\tfrac {1}{2}}}\left(Y_{3}^{-1}-Y_{3}^{1}\right)={\tfrac {1}{4}}{\sqrt {\frac {21}{2\pi }}}\cdot {\frac {x(4z^{2}-x^{2}-y^{2})}{r^{3}}}}
In de scheikunde stellen dit de zeven {\displaystyle f}-orbitalen voor. Het kwadraat van deze golffuncties levert opnieuw een kansverdeling op.
|              |               |               |               |                    |                     |                     |
| fz³-orbitaal | fxz²-orbitaal | fyz²-orbitaal | fxyz-orbitaal | fz(x²-y²)-orbitaal | fx(x²-3y²)-orbitaal | fy(3x²-y²)-orbitaal |